# Anchor, Illinois
Anchor là một làng thuộc quận McLean, tiểu bang Illinois, Hoa Kỳ. Năm 2010, dân số của làng này là 146 người.

## Dân số
Dân số qua các năm:
- Năm 2000: 175 người.
- Năm 2010: 146 người.